# If Only You
"If Only You" är en låt från 2007 framförd av Danny feat. Therese. Låten nådde plats 3 på svenska singellistan och 9:e plats i Finland. På Dannys album Heart Beats framför han den ensam.
Låten, som är skriven av Michel Zitron, Sophia Somajo och Vincent Pontare, tilldelades priset Stimgitarren Platina för årets mest spelade låt efter att ha spelats 95 062 gånger i radio.
2011 spelades en musikvideo in där Danny framför låten tillsammans med Freja.

## Covers
Den har även släppts av Popkidz under titeln "Om bara du" med svensk text av Karl Eurén och Johan Fjellström.
I Så mycket bättre 2016 gjorde Lisa Ekdahl en svensk jazzversion också med titeln 'Om Bara Du.